# North Road (stadion)
North Road var et cricket- og fodboldstadion i Newton Heath, Manchester, England. Det var Manchester United F.C.s første stadion - på daværende tidspunkt hed klubberne, som spillede på stadionet Newton Heath Lancashire & Yorkshire Railway Football Club - fra oprettelsen i 1878 til lukningen i 1893.
| Idrætsanlæg | Spire Denne artikel om et idrætsanlæg er en spire som bør udbygges. Du er velkommen til at hjælpe Wikipedia ved at udvide den. |

53°30′13″N 2°11′46″V / 53.50361°N 2.19611°V